# Punkt obecności
Punkt obecności (ang. point of presence, PoP) – sztuczny punkt rozgraniczający lub punkt interfejsu sieciowego pomiędzy komunikującymi się jednostkami. Typowym przykładem PoP są dostawcy usług internetowych (ISP). Punkt PoP zazwyczaj mieści serwery, routery, przełączniki sieciowe, multipleksery i inny sprzęt interfejsu sieciowego i zwykle znajduje się w centrum danych. Dostawcy usług internetowych zazwyczaj mają wiele PoP. Punkty PoP są często zlokalizowane w punktach wymiany ruchu Internetu i centrach kolokacji (Hoteling).
W Stanach Zjednoczonych termin ten stał się ważny podczas sądowego rozpadu systemu Bell Telephone. Punktem obecności była lokalizacja, w której operator zamiejscowy (IXC) mógł zakończyć usługi i zapewnić połączenia do lokalnej sieci telefonicznej (LATA).